# Tragopa tetyrides
Tragopa tetyrides är en insektsart som beskrevs av Walker. Tragopa tetyrides ingår i släktet Tragopa och familjen hornstritar. Inga underarter finns listade i Catalogue of Life.